# Filistata canariensis
Filistata canariensis är en spindelart som beskrevs av Schmidt 1976. Filistata canariensis ingår i släktet Filistata och familjen Filistatidae.
Artens utbredningsområde är Kanarieöarna. Inga underarter finns listade i Catalogue of Life.